# Wiasioły (rejon mohylewski)
Wiasioły (biał. Вясёлы; ros. Весёлый) – osiedle na Białorusi, w obwodzie mohylewskim, w rejonie mohylewskim, w sielsowiecie Wiendaraż.